# Ukraina i olympiska vinterspelen 2014
Ukraina deltog vid de olympiska vinterspelen 2014 med 45 tävlande i 9 sporter.

## Medaljer

### Guld
- Skidskytte
  - Vita Semerenko
Juliya Dzhyma
Valentyna Semerenko
Olena Pidhrusjna - Damernas stafett

### Brons
- Skidskytte
  - Vita Semerenko - Damernas sprint

## Dopning
22 februari offentliggjordes att den ukrainska längdskidåkaren Marina Lisogor hade avslöjats med det otillåtna medlet trimetazidine i kroppen. Trimetazidine är på WADA:s lista över otillåtna medel och listas som ”specificerad stimulant”. Sådana medel anses vara mer troliga att konsumeras av misstag och kan därför innebära lindrigare bestrafning.
Lisogor tävlade på två distanser i Sotji, men slutade långt från medaljerna.
Ukrainas olympiska kommittén meddelade att Lisogor hävdar att hon inte tagit substansen medvetet.

## Konflikten i Ukraina under OS
Internationella olympiska kommittén avvisade en begäran från Ukrainas olympiska kommitté att landets deltagare i Sotji skulle få bära svarta sorgband för vålds- och dödsoffren som skördats i gatustriderna i Ukraina, som pågick under OS.
Den blodiga konflikten i Ukraina fick den alpina skidåkaren Bohdana Matsotska att inte tävla i slalom vid OS i Sotji.
Hon och hennes tränare fadern Oleh Matsotskyj kommer att stanna i Sotji under avslutningen av vinter-OS. 
Ukrainska olympiska kommitténs ordförande Sergej Bubka samlade 20 februari den ukrainska truppen till en tyst minut för de döda.

### Flygkapningsförsöket 7 februari
Den 45-årig Artem Kozlov försökte den 7 februari strax före OS-invigningsceremonin kapa ett flygplan. Flygplanet från turkiska Pegasus Airlines hade startat från Charkivs flygplats i Ukraina och var väg till Istanbul i Turkiet med 110 passagerare ombord. Kaparen påstod att han hade en bomb ombord på planet. Mannen som är ukrainsk medborgare krävde att planet skulle flyga till OS-staden Sotji, där Ukrainas president Viktor Janukovytj sammanträdde med Rysslands president Vladimir Putin i samband med invigningsceremonin. Piloten lyckades lura mannen och kunde trots kapningsförsöket landa i Istanbul. Turkiskt stridsflyg eskorterade planet till flygplatsen, och turkiska specialstyrkor kunde kort därpå ta sig ombord på planet och gripa den misstänkte kaparen. Mannens krav var att den ukrainska regeringen skulle frige gripna Euromajdan-demonstranter.
Ukrainska rättsmyndigheter har inlett en terrorutredning mot Kozlov. Enligt den ukrainska säkerhetstjänstens chef Maxim Lenko är han är misstänkt for försök att genomföra en terrorhandling och försök att kapa ett flygplan. 
Enligt Lenko ska han ha uttryckt djup ovilja mot president Viktor Janukovytj och den ryske presidenten Vladimir Putin.
Säkerhetstjänsten höjde 9 februari beredskapen med hänvisning till ökade terroristhot mot strategiska inrättningar som flygplatser, järnvägsstationer och kärnkraftverk. Enligt säkerhetstjänsten är åtgärden främst förebyggande.
Enligt turkisk lag kan Kozlov dömas från fem till tio års fängelse för flygkapning samt ett till fem år för frihetsberövning.